# Jūrmala-Globus

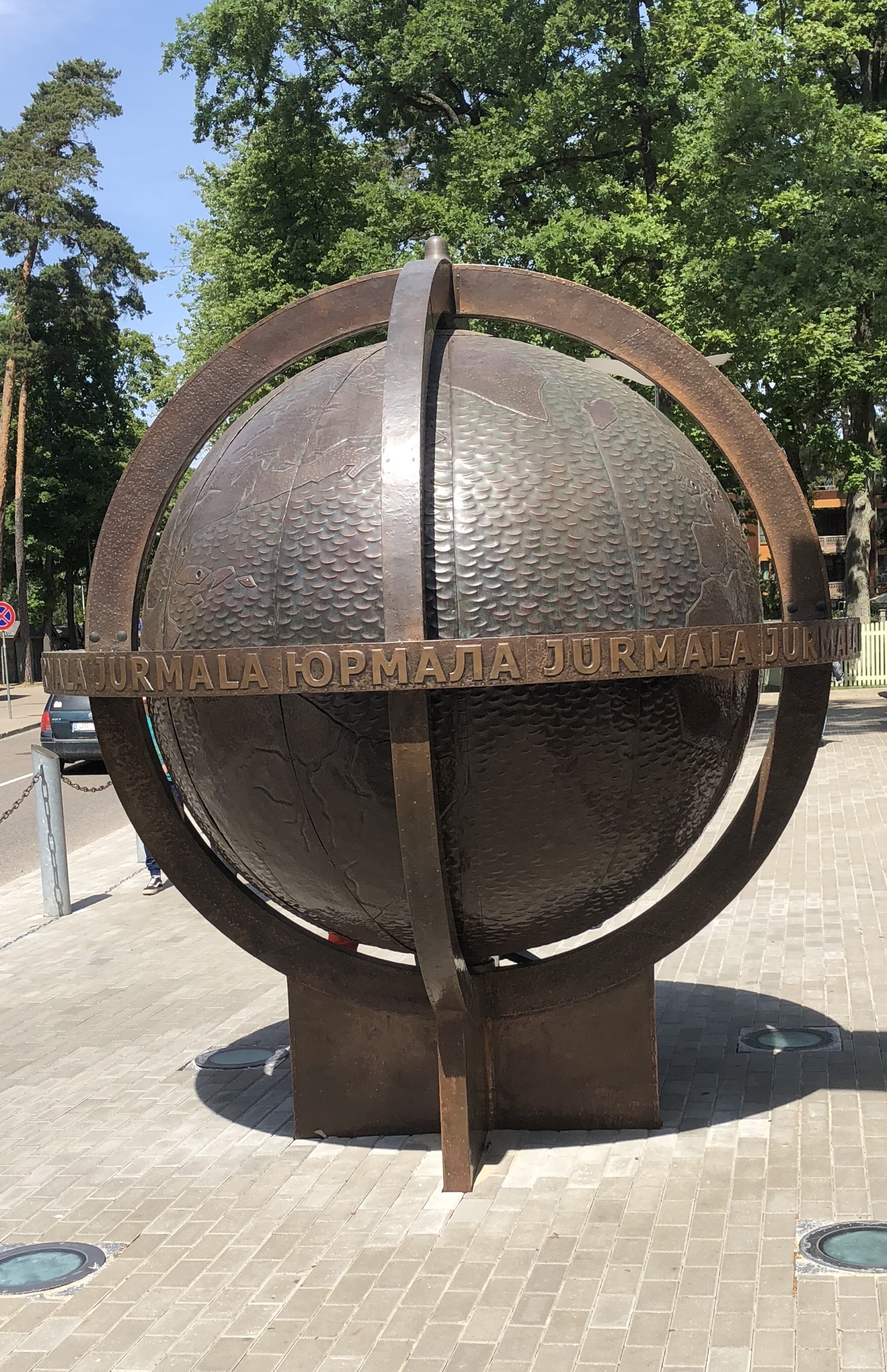
Jūrmala-Globus

Der Jūrmala-Globus (lettisch Jūrmalas Globuss) ist ein Globus in der lettischen Stadt Jūrmala.
Er befindet sich im Ortsteil Dzintari auf der Ostseite der Grenzstraße (Turaidas iela), gegenüber der Einmündung der Johmenstraße (Jomas iela). Unmittelbar östlich des Globus entstand 2017/18 die russisch-orthodoxe Kirche der Kasaner Gottesmutter.
Der sich drehende Globus entstand Anfang der 1970er Jahre. Er ist aus Stahl und Kupfer-Elementen gefertigt und gilt mit seinem Durchmesser von zwei Metern als größter Globus in Lettland. Umspannt wird der Globus vom sich mehrfach wiederholenden Ortsnamen Jūrmala in mehreren Schreibweisen: JŪRMALA JURMALA ЮРМАЛА. Auf dem Globus sind Partnerstädte Jūrmalas vermerkt. 2003 erfolgte eine Restaurierung des Objekts. Eine weitere Restaurierung wurde 2015 erforderlich. Dazu wurde der Globus im Mai 2015 abgebaut und am 23. Juli 2016 nach erfolgter Restaurierung wieder aufgebaut.